# Йоганес Линнанкоскі

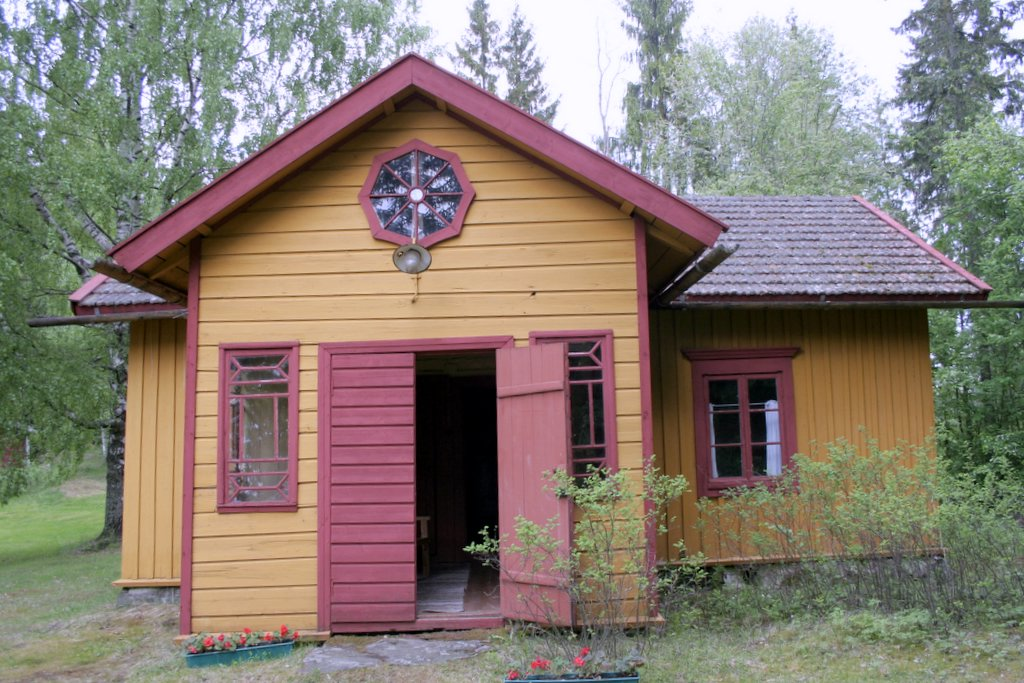
Будинок-музей Йоганнеса Ліннанкоскі в Асколі

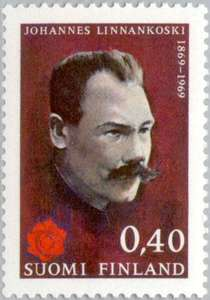
Поштова марка Фінляндії, випущена до 100-річчя письменника, 1969

Йоганес Линнанкоскі (справжнє ім'я — Вігторі Йоган Пелтонен, фін. Johannes Linnankoski, Vihtori Johan Peltonen 18 жовтня 1869, Аскола, Фінляндія — 10 серпня 1913, Гельсінкі, Фінляндія) — фінський письменник, журналіст і перекладач. Головні теми його творів — вина, покарання, спокутування і «вічна боротьба» між старим і новим.

## Біографія

### Дитинство і юність
Майбутній письменник народився в 1869 в селянській родині, наймолодшим з семи дітей. У його дитинстві сім'я перебралася в нову садибу Ніеменпелто, де нині знаходиться будинок-музей письменника.
У 1877–1882 навчався в народній школі в Аскола. Після цього працював лісорубом і сплавником лісу на річці Порвоонйокі. З 1888 по 1890 навчався в семінарії в Ювяскюля, яку, однак, не закінчив. Потім близько року видавався у видавництві Вернера Сьодерстрема в Порвоо, проте в листопаді 1891 вирушив на військову службу. В армії Линнанкоскі був першим писарем, а пізніше — учнем фельдшера. Одночасно зі службою в армії працював кореспондентом газети «Суометар». У цей період він також вивчав шведську, данську і німецьку мови.

### Громадська діяльність
Повернувшись з армії в 1893, Линнанкоскі спільно з Вернером Сьодерстремом заснував газету «Уусімаа», що стала першою фінськомовною газетою, яка видавалася за межами великих міст. Перший номер газети вийшов 8 грудня 1894.
Линнанкоскі опублікував безліч газетних статей, популярних брошур з сільського господарства, громадських загальноосвітніх питань, склав керівництво з техніки мови («Мистецтво промови») і збірник «Історія відкриттів і винаходів». Також він був одним із засновників Фінської загальноосвітньої школи в Порвоо, що почала працювати восени 1895 (нині носить його ім'я) і організації «Фіни Порвоо» (фін. Porvoon Suomalaiset), створеної в 1896 і зосередився на розповсюдженні ідей фінського патріотизму. Крім того, взяв участь у створенні Національного галузевого банку Порвоо, Фінської торгової асоціації і Губернського сільськогосподарського товариства Уусімаа.
У 1906 з нагоди сторічного ювілею від дня народження Югана Снелльмана Линнанкоскі закликав носіїв іноземних (насамперед шведських) прізвищ замінити їх на фінські.
12 травня 1906 на сторінках Фінської Офіційної газети близько 24 800 людей оголосили свої нові фінські прізвища.
В цей же день Ліннанкоскі заснував Спілку Фінської самосвідомості (фін. Suomalaisuuden liitto Suomalaisuuden liitto)

### Літературна спадщина
У 1899 Линнанкоскі одружився з Естер Другг, що викладала в заснованій ним загальноосвітній школі; в шлюбі народилося четверо дітей. В цей час він йде з газети «Уусімаа», щоби присвятити себе сім'ї і літературній діяльності. Пелтонен разом з родиною їде з Порвоо і постійно переїжджає з одного місця на інше, живучи, наприклад, в Карінайнені, Сало, Халікко і Хауківуорі. Літній період письменник зазвичай проводив у себе на батьківщині, в Аскола, або у свого брата Ерккі Пелтонена, який викладав у Нурмесі.
У 1903 була випущена драматична п'єса «Вічна боротьба», що стала першим великим художнім твором письменника. В основу п'єси покладено біблійну розповідь про Каїна і Авеля. Центральний образ п'єси — Каїн — бунтівний дух, що кидав виклик Богу, втілює ідею культурного прогресу людства, тоді як Авель — втілення пасивності, безсилого підпорядкування людини божеству. За цю п'єсу Линнанкоскі отримав премію Фінського літературного товариства.
Ще більшу популярність придбав роман «Пісня про багряно-червону квітку» (1905), що розповідає про молодого сплавника лісу, який покинув рідну домівку і постав у образі «фатального чоловіка». За мотивами роману було знято три шведських (1919, 1934 і 1956) і два фінських (1938 і 1971) фільма.
В основі повісті «Боротьба за будинок Гейккіля» (1907) і повісті з селянського життя «Переселенці» лежить ідея «вічної боротьби» між старим і новим, як і в першій його п'єсі, причому під «новим» Линнанкоскі розуміє сучасний йому капіталістичний лад. У роки революційного підйому фінського пролетаріату в 1905 письменник виступає з трактуванням сутності капіталізму як слідства властивостей самої людини: на його думку, капіталізм, хоча і несе в собі багато зла, є в кінцевому підсумку єдиним носієм культури, облагороджує людину.
Новела «Молочниця Гілья» (1913) реалістично розкриває особливості побуту фінського селянства.
10 серпня 1913 року Йоганес Линнанкоскі помер в Гельсінкі від анемії.

## Найбільш відомі твори
- Ikuinen taistelu (Вічна боротьба) (драма, 1903)
- Laulu tulipunaisesta kukasta (Пісня про багряно-червону квітку) (роман, 1905)
- Taistelu Heikkilän talosta (Боротьба за будинок Гейккіля) (новела, 1907)
- Pakolaiset (Переселенці) (роман, 1908)
- Simson ja Delila (Самсон і Даліла) (драма, 1911)

## Екранізації творів
- Пісня про багряно-червону квітку (швед. Sången om den eldröda blomman, 1919)
- Пісня про багряно-червону квітку (швед. Sången om den eldröda blomman, 1934)
- Боротьба за будинок Гейккіля (фін. Taistelu Heikkilän talosta, 1936)
- Пісня про багряно-червону квітку (фін. Laulu tulipunaisesta kukasta 1938)
- Стомлений пристрастю (фін. Intohimon vallassa, 1947)
- Молочниця Гілья (фін. Hilja, maitotyttö, 1953)
- Пісня про багряно-червону квітку (швед. Sången om den eldröda blomman, 1956)
- Пісня про багряно-червону квітку (фін. Laulu tulipunaisesta kukasta, 1971)